# Zaporiška oblast
Zaporiška oblast ili Zaporoška oblast (ukrajinski: Запорізька область, ruski: Запорожская область) administrativna je oblast koja se nalazi se u jugoistočnoj Ukrajini. Upravno središte oblasti je grad Zaporižja.

## Zemljopis
Zaporiška oblast ima ukupnu površinu 27.180 km2 te je deveta po veličini ukrajinska oblast, u njoj živi 1.877.200 stanovnika te je i prema broju stanovnika deveta po veličini. Nalazi se između rijeke Dnjepar i Azovskoga mora.
Zaporiška oblast graniči s Dnjipropetrovskom oblasti na sjeveru i sjeverozapadu, s Hersonskom oblasti na jugozapadu i s Donjeckom oblasti na istoku.

## Stanovništvo
Ukrajinci su najbrojniji narod u oblasti i ima ih 1.364.100  (70,8 %), od ostalih manjina najbrojniji su Rusi kojih ima 476.700 (27,7 %), zatim Bugari kojih ima 27.700 (1,4 %) i Bjelorusi kojih ima 12.700 (0,7 %) te ostali manje brojni narodi.

## Administrativna podjela
Zaporiška oblast dijeli se na 20 rajona i 14 gradova od kojih njih pet ima viši administrativni stupanj, također oblast ima i 23 mala grada i 920 naselja.

## Vanjske poveznice
- Službena stranica oblasti

### Ostali projekti
|  | Zajednički poslužitelj ima još gradiva o temi Zaporiška oblast |